# Madame Sérusier à l'ombrelle
Madame Sérusier à l'ombrelle est un tableau réalisé par le peintre français Paul Sérusier en 1912. De format horizontal, cette tempera sur papier marouflé sur toile est un portrait à mi-corps de l'épouse de l'artiste, Marguerite Sérusier, aperçue par son profil gauche. Vêtue de bleu, la jeune femme y figure sous une ombrelle orangée face à un paysage arboré occupant l'autre moitié de la composition. Reçue en don d'Henriette Boutaric en 1980, l'œuvre est conservée au musée départemental Maurice-Denis, à Saint-Germain-en-Laye, dans les Yvelines.